# Захожское кружево
Захожское (киришское) кружево — вид русского коклюшечного кружева, распространённый в Киришском районе Ленинградской области Российской Федерации.

## История появления
Захожское коклюшечное кружево зародилось в группе деревень, которую местное население называло Захожи, в Городищенской волости Новоладожского уезда Санкт-Петербургской губернии. Здесь располагались деревни Витка, Новинка, Мотохово, Дубняги, Дуняково, Андрианково, Иконово, Пчёвушка, Панихино. Согласно одной из версий происхождения названия местности, люди сюда, как правило, заходили случайно, когда сбивались с пути, ведущего к пристани на реке Волхов. По другой — население укрывалось здесь во время набегов иноземцев («заходило» сюда).
Бытует легенда, что кружево в Захожи распространилось благодаря женам вологодских каменщиков, строивших в деревне Мотохово церковь Иоанна Предтечи. Приемы и способы захожского и вологодского кружевоплетения действительно имеют общие черты. Один из старинных узоров носит название «вологодский». Однако, «техника значительно отличалась от вологодской. Последнее допускает обрыв нити посреди узора — более широкие композиционные возможности, но менее прочное». Сохранились воспоминания К. Д. Ушинского, в которых упоминаются каменщики из Костромы. Кроме того, храм был заложен в Мотохово в 1849 году, а, согласно имеющимся свидетельствам, кружевоплетение появилось в деревнях Захожья раньше.
Церковь Иоанна Предтечи в Мотохово. Фото из фондов Киришского историко-краеведческого музея
Существует ещё одна версия происхождения захожского кружева. Исследователь С. И. Лякишева отмечала, что «в России кружевоплетение распространилось во многом благодаря помещикам, обустраивавшим в своих усадьбах крепостные мастерские в конце XVIII — первой половине XIX века. <…> Достаток рабочей силы, продуманные методы поощрения, профессиональные школы, отлаженный рынок сбыта способствовали процветанию кружевоплетения в русских усадьбах». В деревне Панихино, в Захожье, находилась усадьба артиста императорских театров И. П. Пустошкина-Борецкого. Возможно, именно здесь появилось кружевоплетение, как рукоделие дворовых девушек, а отсюда очень быстро распространилось на близлежащие населенные пункты.

## Развитие кружевоплетения на территории современного Киришского района в 1870—2000 годах
С 1870 года кружево стало предметом сбыта, а кружевоплетение — промыслом. Захожское кружево продавали в Санкт-Петербурге, Новой Ладоге и Тихвине.
«Скупщицы приносили кружевницам модные рисунки сцепных гипюров, а до техники исполнения приходилось додумываться самим, так как пользовались готовыми рисунками и не было навыка рисования сколков, кружевницы придумали собственный способ плетения: повторяющиеся фрагменты плели по уже воткнутым булавкам по сплетенному кружеву, накладывая таким образом несколько слоев кружева один на другой».
Скупщики обеспечивали мастериц сырьем.
До 1917 года о существовании этого центра кружевоплетения было очень мало сведений. Он «не был известен даже С. А. Давыдовой, самому крупному знатоку кружева». Это объясняется как месторасположением центра кружевоплетения, так и тем, что изделия местных кружевниц часто продавались под видом более известных в России и за рубежом вологодских кружев.
В 1922 году в деревне Дуняково Василий Иванович Антонов создал кружевную артель. Председателем стал его брат — Павел Иванович Антонов. В 1927 году была создана артель «Захожская кружевница», председателем которой стал Александр Васильевич Солдатов. Члены артели летом работали в колхозе, а кружевоплетением занимались в зимнее время. В основном плели мерное кружево для украшения рубах, полотенец, занавесок. В мае 1929 года артель переименовали. Под названием «Красный Октябрь» она вошла в «Производсоюз».
Второе название у кружева появилось, когда в 1931 году районный центр был перенесен из деревни Андреево в поселок Кириши. С тех пор его нередко стали называть «киришским».
Одной из самых известных захожских кружевниц была Е. Д. Звездина из деревни Дуняково. В 1940 году она сплела подзор «Конница», на котором изображены шесть всадников в буденовках на фоне звездного неба и ажурных деревьев. Это было первое в истории захожского кружевоплетения изображение человека и животных. Подзор был сплетен для Всесоюзной выставки «Оборона СССР» и хранится в основном фонде Государственного Русского музея.
Методическую помощь кружевницам в то время оказывали сотрудники отдела народных художественных ремесел (позднее — отдела народного искусства) Государственного Русского музея. К. А. Большева, являясь специалистом по кружевоплетению, предлагала мастерицам новые темы. Она создавала рисунки кружева и осуществляла руководство артелью. При создании рисунка «Конницы» К. А. Большева консультировалась с художником Л. Р. Британишским и помогла Е. Д. Звездиной с прорисовкой всадников.
Во время Великой Отечественной войны артель не работала. Немецкие оккупанты обменивали кружева на хлеб или отбирали у местного населения, а затем отправляли в Германию. Большинство сколков в годы войны было утеряно. В декабре 1941 года большая часть Киришского района была освобождена от немецко-фашистских захватчиков. Началось возрождение кружевоплетения. В 1942 году в поселке Будогощь была создана разнопромартель, объединившая кружевниц. Узоры восстанавливались по сохранившимся довоенным образцам (в том числе из собраний музеев) и тем, что были сплетены позже. Помощь оказывали художники Московского научно-исследовательского института художественной промышленности М. А. Гусева и А. А. Кораблева.
Мерные кружева разнопромартель производила тысячами метров. В 1953—1954 годах торговые базы затоварились захожских кружевом, так как высоким спросом у населения в то время стали пользоваться более нежные по фактуре промышленные кружева. Правление Совета промысловой кооперации СССР решило изменить характер кружевного промысла. По проектам художников НИИХП были разработаны новые виды штучных изделий, в основном — салфетки и дорожки.
В 1956 году в разнопромартели было 32 кружевницы. Центр производства находился в деревне Мотохово. В 1950-е годы кружевницы успешно участвовали во многих выставках. В 1958 году работы захожских кружевниц были высоко оценены на Всемирной выставке в Брюсселе. Е. Д. Звездину, А. С. Ефимову, Е. А. Болтушину, Н. А. Дунаеву наградили дипломами. В том же году при промкомбинате в Будогощи открылись курсы кружевниц на 20 человек. Обучали мастерству кружевоплетения выпускница Московского института художественной промышленности имени Калинина З. И. Изюмова и её ученица Н. А. Дунаева.
В 1960-е годы началось строительство энергопромышленного комплекса на месте разрушенного в годы войны рабочего посёлка Кириши. Молодежь уезжала на Всесоюзную ударную комсомольско-молодёжную стройку. Интерес к промыслу у дочерей и внучек кружевниц угасал.

Мотоховский библиотекарь Г. К. Федюхина записала свой разговор с кружевницей Лариной Анастасией Ивановной, который состоялся в феврале 1965 года; в то время кружевнице было 86 лет. Она рассказала, что плести кружева начала в восемь лет и заметила, что «молодых [кружевниц] нет, которые плели бы хорошо». Она отметила лишь Е. А. Афонину, которая закончила курсы кружевниц и плела в основном воротнички для районного потребительского отделения.
«Наши захожские плели сначала „пилку“ и „пико“ (разновидности мерного кружева) длиной 10 м, сдавали кружева приемщикам, а они отвозили в Будогощь, затем плели воротники, салфетки, кокетки, которые пришивали к сорочкам, уголки к детским пеленкам и пододеяльникам, сейчас у нас не плетут, и кружева никто не собирает, только плетут по заказу».
В 1960-е годы в Киришском районе был организован цех, объединивший около 100 мастериц-надомниц. В 1968 году создано Ленинградское областное производственное объединение народных художественных промыслов (ЛОПО НХП). В том же году в деревне Витка была организована артель по кружевоплетению. Эскизы новых образцов штучных изделий разрабатывались художниками ЛОПО НХП Л. А. Духановой и А. А. Устюжаниной. Некоторое время старшим художником работала специалист по кружевоплетению А. Г. Закирова, создавшая новые сколки шарфов и косынок.
В 1970-е годы А. Н. Курина, которая «могла придумывать узоры из головы», была оформлена художником. Кружевница была награждена премией Министерства местной промышленности РСФСР и удостоена звания «Мастер — золотые руки». Работы Л. А. Самойловой и А. Н. Куриной экспонировались на выставках декоративно-прикладного искусства. В 1978 году на Выставке достижений народного хозяйства в Москве они были удостоены бронзовой медали. Ассортимент кружевных изделий расширялся — выпускались подстаканники, салфетки, различные модели воротников, кокетки к сорочкам.
В 1979 году был открыт курс кружевниц в Киришском строительном профессионально-техническом училище (СПТУ) № 216. Ленинградский искусствовед Л. П. Азовская смогла убедить руководство города Кириши в необходимости обучения молодёжи искусству кружевоплетения. Сотрудники ЛОПО НХП проводили мероприятия по профессиональной ориентации школьников города и района.
В августе 1982 года состоялся выпуск 27 кружевниц и открылся цех кружевоплетения. В начале 1980-х годов в цехе трудилось 80 мастериц.
Кружевницы Е. Е. Белова и Е. А. Мурина в середине 1980-х годов стали участницами выставок декоративно-прикладного искусства в Ленинграде и Москве. Кружевницы вернулись с дипломами лауреатов Всесоюзного смотра самодеятельного художественного творчества и почетными грамотами за большие успехи в декоративно-прикладном искусстве.
В 1995 году библиотекарем Мотоховской библиотеки были записаны воспоминания Н. М. Пичугиной. Нина Михайловна рассказала, что большую роль в организации кружка кружевоплетения в Пчевской школе сыграла Азовская Лидия Петровна, искусствовед Ленинградского областного производственного объединения народных художественных промыслов. По её рекомендации 16 ноября 1981 года Пичугина Н. М. была принята мастером-исполнителем по кружевоплетению в центральную лабораторию ЛОПО НХП.
Для работы кружка в школе было выделено помещение. Производственное объединение выделило 20 клубков на 32 человека, 150 коклюшек, булавки, крючки. Районный Отдел народного образования выделил средства для приобретения корзинок и подставок под клубки. На первых занятиях на одном клубке приходилось работать по два человека. По воспоминаниям Пичугиной, первым приемам кружевоплетения было трудно обучить. На помощь приходила Клавдия Петровна Удалова, кружевница, уроженка деревни Витка. Вскоре родители стали сами приобретать орудия труда для детей. Когда ученицы научились плести, для изготовления рабочих рисунков в кружок была направлена художник, мастер по коклюшечному кружеву, Надежда Алексеевна Ларионова. В 1985 году Пичугина уволилась из ЛОПО НХП по состоянию здоровья, но ещё два года вела кружок кружевоплетения на общественных началах в Пчевском Доме культуры.
1991 году цех кружевоплетения в Киришах закрылся. В 1996 году ЛОПО НХП также закрылось. В 1998 году перестало существовать Объединение народных промыслов. В 2004 прекратило свою деятельность СПГТУ № 216.
Чтобы сохранить и развивать художественные промыслы в Санкт-Петербурге в 2003 году была открыта Высшая школа народных искусств. На кафедре художественного кружевоплетения с 2004 года студенты изучают и киришское кружево. Институт ведет работы по реновации старинных образцов кружева и научную работу на основе фотографий, сколков и изделий.

## Кружевоплетение в наши дни
В МАУДО «Киришский Дворец творчества имени Л. Н. Маклаковой» более 25 лет работает мастерская «Кружевоплетение». Педагоги не только обучают мастерству кружевоплетения детей и подростков, но и разрабатывают новые сколки и создают произведения, достойные своих знаменитых предшественниц. Кружевницы работают в рамках долгосрочной программы «Сохранение и развитие киришского коклюшечного кружева». Студия костюма «Коло» ДДЮТ им. Л. Н. Маклаковой нередко использует кружево при создании коллекций одежды.
В ДДЮТ им. Л. Н. Маклаковой и Киришском историко-краеведческом музее проходят выставки кружевных изделий и мастер-классы по коклюшечному кружевоплетению. В г. Кириши организуются конференции и конкурсы профессионального мастерства, посвященные традиционному для киришской земли промыслу. Местные кружевницы реализовывают грантовые проекты, связанные с популяризацией киришского кружева. В 2011 и 2014 гг. мастера кружевоплетения из Киришей участвовали в I и II Международных Фестивалях кружева в Вологде. В 2018 году в результате реализации грантового проекта и при поддержке местной администрации в Киришах был открыт культурно-исторический центр «Светёлочка», в котором проводятся творческие встречи краеведов и кружевниц.
В 2012 г. в п. Глажево Киришского района на базе Дома Культуры «Юбилейный» открылась студия кружевоплетения «Узелок» под руководством Валерии Саханько. Глажевские рукодельницы участвуют в фестивалях, выставках и ярмарках, часто занимая призовые места.
Педагоги и воспитанники мастерской «Кружевоплетение» принимали участие в 22-й международной выставке-ярмарке «Агрорусь» в «Ленэкспо» в Санкт-Петербурге и выставка в Храме Христа Спасителя в Москве. В 2016 г. художественно-экспертным советом по народным ремеслам киришскому кружеву было присвоено звание «народный художественный промысел». В 2018 г. киришское кружево стало самым узнаваемым брендом Ленинградской области.
В 2022 году прошел XI Всероссийский конкурс профессионального мастерства «Киришский сувенир». В очном этапе конкурса приняли участие 52 кружевницы. В дистанционном этапе — 242 работы.

## Экспонирование
В экспозиции Киришского историко-краеведческого музея представлены вставки, салфетки, воротники, подзоры, дорожки, косынки и другие предметы. Большая часть предметов — работы кружевниц второй половины XX века. Одним из наиболее ценных экспонатов является салфетка, выполненная талантливой мастерицей из деревни Дуняково Е. Д. Звездиной.
В собрании музея хранятся и бытовые предметы с элементами захожского кружева 1920-х годов. В фондах Государственного Русского музея имеется около 80 произведений, которые собрали искусствоведы музея до Великой Отечественной войны в 1937—1938 годах.